# Dmytro Kułeba
Dmytro Iwanowycz Kułeba, ukr. Дмитро Іванович Кулеба (ur. 19 kwietnia 1981 w Sumach) – ukraiński dyplomata, prawnik i urzędnik państwowy, w latach 2016–2019 stały przedstawiciel przy Radzie Europy, w latach 2019–2020 wicepremier, w latach 2020–2024 minister spraw zagranicznych.

## Życiorys
W 2003 ukończył studia prawnicze na Kijowskim Uniwersytecie Narodowym im. Tarasa Szewczenki. W 2006 na tej samej uczelni został kandydatem nauk prawnych. Od 2003 pracował w dyplomacji w ramach Ministerstwa Spraw Zagranicznych Ukrainy. Przebywał w stałym przedstawicielstwie przy OBWE (2005–2009), był też zatrudniony w sekretariacie ministra w MSZ (2010–2013). Odpowiadał za budowanie wizerunku Ukrainy za granicą, kontakty z organizacji międzynarodowymi oraz relacje ze Stanami Zjednoczonymi. Od stycznia do czerwca 2013 był doradcą wicepremiera Ukrainy ds. humanitarnych. Od 2013 do 2014 kierował fundacją dyplomacji kulturalnej „UART”. W 2014 powrócił do MSZ w randze ambasadora ds. specjalnych zadań z zakresu komunikacji strategicznej. W 2016 został stałym przedstawicielem Ukrainy przy Radzie Europy.
29 sierpnia 2019 w nowo powołanym rządzie Ołeksija Honczaruka objął stanowisko wicepremiera do spraw integracji z Unią Europejską i NATO. 4 marca 2020 w utworzonym wówczas gabinecie Denysa Szmyhala przeszedł na stanowisko ministra spraw zagranicznych. W lipcu 2021 w Wilnie wraz z ministrami spraw zagranicznych Litwy Gabrieliusem Landsbergisem i Polski Zbigniewem Rauem podpisał Deklarację o wspólnym europejskim dziedzictwie i wspólnych wartościach w ramach działalności powstałego rok wcześniej Trójkąta Lubelskiego. Jako minister opowiedział się za akcesją Ukrainy do Unii Europejskiej oraz do NATO. Urząd ministra sprawował do września 2024.

## Życie prywatne
Jest synem Iwana Kułeby, dyplomaty, kilkukrotnego ambasadora, a także wiceministra spraw zagranicznych. Był żonaty z Jewheniją, działaczką samorządową i polityczną; małżeństwo zakończyło się w 2022 rozwodem. Para ma dwoje dzieci – Jehora (ur. 2006) oraz Lubow (ur. 2011).
Dmytro Kułeba jest autorem książki Wijna za realnist´. Jak peremahaty u switi fejkiw, prawd i spilnot (2019), w której poruszył kwestie przeciwdziałania dezinformacji oraz nowoczesnej komunikacji.

## Odznaczenia i wyróżnienia
- Order „Za zasługi” III klasy (2021)[7]
- Krzyż Wielki Komandorski Orderu „Za Zasługi dla Litwy” (Litwa, 2022)[8]
- Krzyż Zasługi I klasy MSZ (Estonia, 2022)[9]
- Order Gwiazdy Afryki III klasy (Liberia, 2023)[10]
- Nagroda Forum Współpracy i Dialogu Polska-Litwa (2022)[11]
- Nagroda im. Józefa Ślisza (2023)[12]